# Tollius vanduzeei
Tollius vanduzeei är en insektsart som beskrevs av Torre-bueno 1940. Tollius vanduzeei ingår i släktet Tollius och familjen krumhornskinnbaggar. Inga underarter finns listade i Catalogue of Life.